# Турчјански Петјер
Турчјански Петјер (слч. Turčiansky Peter) насељено је мјесто са административним статусом сеоске општине (слч. obec) у округу Мартин, у Жилинском крају, Словачка Република.

## Становништво
| Година:    | 1994. | 2004.    | 2014.    | 2024.    |
| ---------- | ----- | -------- | -------- | -------- |
| Број људи: | 237   | 319      | 452      | 587      |
| Разлика:   |       | +34,59 % | +41,69 % | +29,86 % |

| Година:    | 2023. | 2024.   |
| ---------- | ----- | ------- |
| Број људи: | 570   | 587     |
| Разлика:   |       | +2,98 % |

Према подацима о броју становника из 2011. године насеље је имало 417 становника.